# 第三波フェミニズム

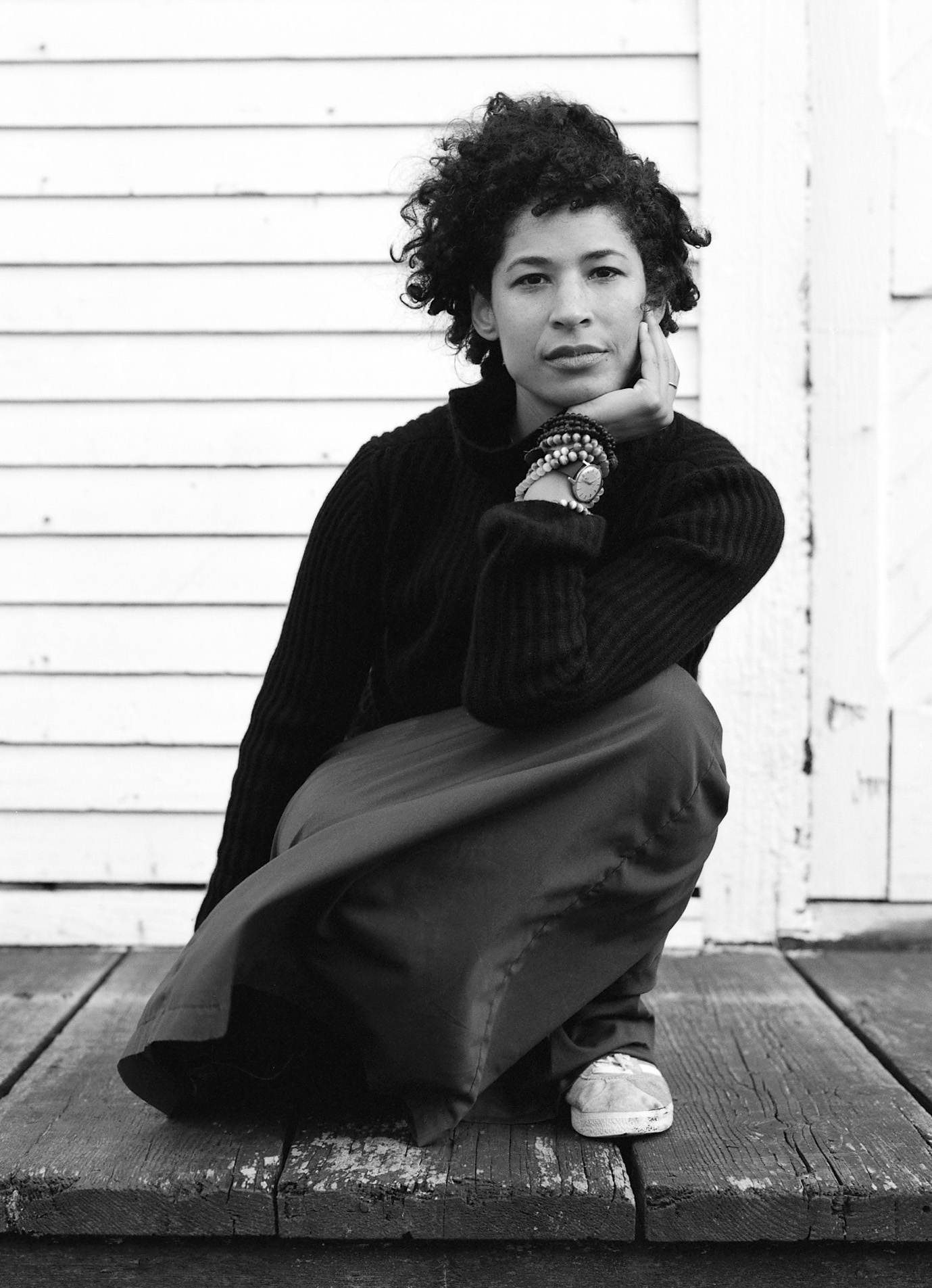
レベッカ・ウォーカー(2003年撮影）。「第三波」（third wave）という言葉はウォーカーの「第三の波になる」（Becoming the Third Wave）から来ているとされる。

第三波フェミニズム（英語: Third-wave feminism）とは第二波を継承して1990年代初頭にアメリカで始まったフェミニズム運動である。2020年代には第四波とされる運動が始まっている。第三波のフェミニストは1960年代から70年代のアメリカに生まれたジェネレーションX世代であり、第二波のフェミニストたちが獲得してきた社会的権利を土台として個人主義と多文化主義を標榜しながら、個々の人がフェミニストであることの意味を再定義しようとしている。第三の波において、フェミニズムは新たな潮流と理論の出現をみた。例えば、インターセクショナリティ、セックス・ポジティヴィティ、ベジタリアン・エコフェミニズム、トランスフェミニズム、ポストモダン・フェミニズムである。フェミニストで学者のエリザベス・エヴァンスによれば「第三波フェミニズムを構成しているものが何かを問うときに混乱が生じるのは、この運動が複数の角度から特徴づけられるからである」。
第三波フェミニズムの起源は、ライオット・ガールに遡ることができる。ライオット・ガールとは1990年代初頭にアメリカ合衆国ワシントン州オリンピアやワシントンD.C.で始まった、フェミニズムとパンクミュージックを組み合わせたサブカルチャー文化である。もう一つのきっかけとして、1991年に全米でテレビ放映されたアニタ・ヒルの証言を挙げることができる。彼女は全員が白人男性である上院司法委員会において、アメリカ連邦最高裁判事の判事の候補となり後に正式に就任するクラレンス・トーマスからセクシャル・ハラスメントを受けていたことを告発したのである。
「第三波」という言葉の誕生は、アメリカの作家レベッカ・ウォーカーの文章がきっかけだとされている。彼女は最高裁判事にトーマスが指名されたことに反発して、「ミズ」誌に「第三の波になる」（1992年）という記事を寄稿した。
だから私は全ての女性に（特に私と同世代の女性に）対する嘆願書としてこの文章を書いている。トーマスが判事として承認されたことで私が気づかされたのと同じ形で、この戦いの終わりがはるか遠いところにあるということをあなた達が思い出すように。１人の女性が体験したことを訴え、それが退けられたことに対して、あなた達が怒りを覚えるように。その激情を政治的な力に変えてほしい。私達のために仕事をしないうちは票を投じるのはやめよう。自分の身体と生命を私達こそが管理する自由を最優先にしないのなら、セックスをすることも、パンをちぎって口に運ぶことも、育みそだてることもやめよう。私はポストフェミニズムのフェミニストではない。私は第三の波だ。
ウォーカーは第三波フェミニズムが単なるカウンターに留まることなく、社会運動として定着することを目指していた。フェミニズムの目標を達成するためになすべき仕事はまだまだあったからだ。インターセクショナリティという用語を導入したのはキンバリー・クレンショーである。1989年の彼女の論文で初めて使われたこの言葉は、第三波フェミニズムの時代に概念として発展をみた。1990年代後半から2000年代前半にはフェミニストがインターネット上でも活動を始めるようになり、ブログやオンラインマガジンなどのメディアにおいてグローバルな読者を獲得した。その目標はさらに大きくなり、ジェンダーロールのステレオタイプを克服することを重視しながら、多様な人種および文化的なアイデンテティーを持った女性を包摂するためフェミニズムの幅を広げている。

## 前史
第二波のフェミニストが獲得してきた権利や制度は第三波フェミニズムの基礎をなしている。男女の教育機会の平等を定めたタイトル・ナインや女性への虐待やレイプについて公の場で議論すること、避妊をはじめとした生殖に関する各種制度・機関へのアクセス（中絶の合法化もそれにあたる）、職場における女性へのセクシャル・ハラスメント防止対策の設置や強化、母子が家庭内暴力から逃れるためのシェルターの設置、児童保護制度、若い女性への奨学金設立、女性学などの仕組みは、いずれも第二波のフェミニストが目標とし、獲得してきたものだ。しかし、徐々に第二波フェミニズムの目標が想定する「均一な女性像」に沿わない人が排除されていることが内部で指摘され始めた。
特に第二波を代表する有色人種のフェミニストとして、グロリア・アンサルドゥーア、ベル・フックス、シェリー・モラガ、オードリー・ロード、マキシーン・ホン・キングストンらがおり、それ以外にも多くの有色人種のフェミニストたちが、それまでのフェミニズムの思想において人種について考察する場が作られてこなかったことを批判した。グロリア・アンサルドゥーアとシェリー・モラガは1981年に「This Bridge Called My Back」というアンソロジー集を出版しているが、この本はアカシャ・ハリとパトリシア・ベル＝スコット、バーバラ・スミスが編集した「All the Women Are White, All the Blacks Are Men, But Some of Us Are Brave」と並んで、第二波フェミニズムが主に白人女性の問題に関心を持ってきたことを批判していることで有名である。この、人種とジェンダーの交差性については、その後著しく注目が集まることとなった。
1970年代後半から1980年代後半には、第二波フェミニズムのラディカルな思想とそのセクシュアリティ観への反発としてフェミニスト・セックス戦争が起こった。こうした議論は「セックスの肯定」（sex-positivity）という観点からの反論であり、第三の波の到来を告げるものでもあった。
もうひとつ、第三波の決定的な出発点となったのが、1990年に出版されたジュディス・バトラーの著書『ジェンダー・トラブル ―フェミニズムとアイデンティティの攪乱』である。現代フェミニスト理論の最重要文献の一冊となった同書で、バトラーは均質化された「女性」の概念に異を唱えた。従来の概念は社会におけるジェンダーの規範を強め、排除的に働くだけでなく、フェミニズム自体にもそうした規範と排除をもたらすからである。排除されるのは人種化された女性や労働者階級の女性にかぎらない。男性的な女性、レズビアン、ノンバイナリーの人たちもフェミニズムから排除されてしまう。バトラーは同書のなかで、ジェンダーをパフォーマティヴィティと捉える理論のあらましを描きだした。ジェンダーは言語的・非言語的な一連の行為の反復によって機能するものであり、そうした反復こそが一貫したジェンダーアイデンティティという「幻想」を生むわけだが、その反復の元となるような本質的な性質はどこにも存在しないという考え方である。またバトラーは「自然な」性別（セックス）というものはなく、我々がそう考えるものにはすでに文化が介在しており、したがってセックスはつねにジェンダーと不可分であると説いた。バトラーのこうした見方はクィア理論の基盤となり、第三波フェミニズムの理論と実践を育む上でも大きな役割を果たした。

## 初期

### ライオット・ガール

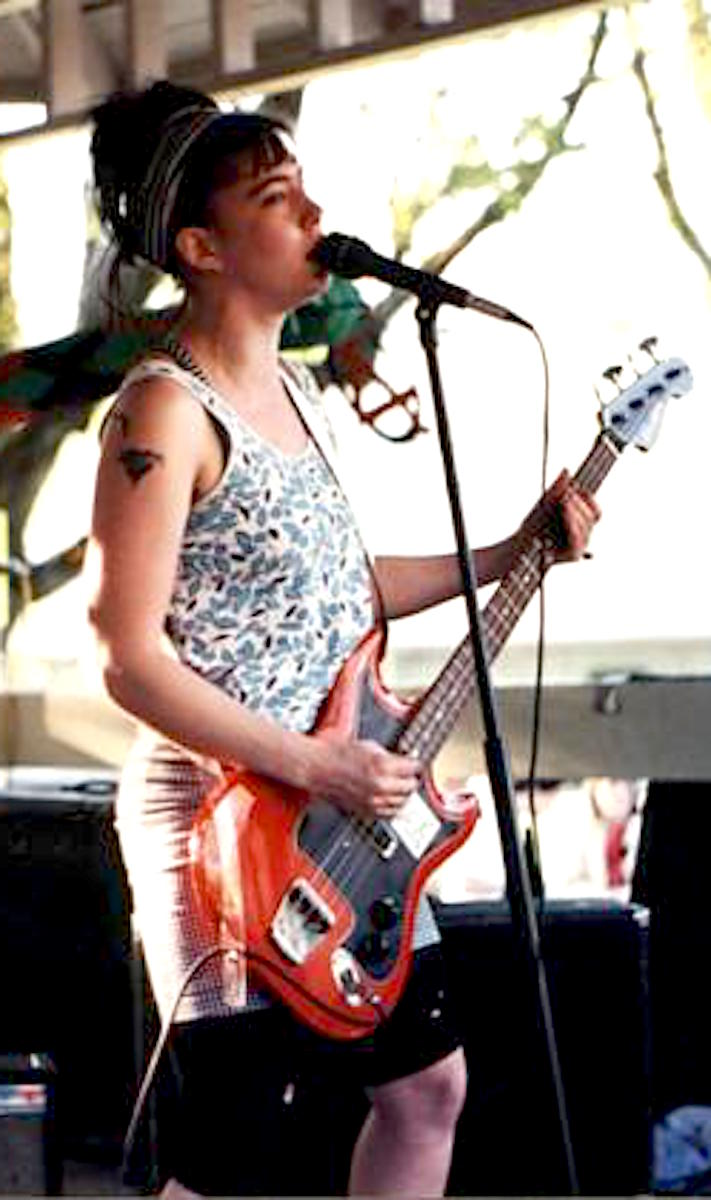
ビキニ・キルのリードヴォーカル、キャスリーン・ハンナ（1991年）

1990年代初頭にワシントン州オリンピアで出現した、フェミニズムとパンクが融合したサブカルチャーであるライオット・ガールは、第三波フェミニズムの誕生に大きな影響を与えた。ライオット・ガール（riot grrrl）の三つのRは、ガールという言葉を女性のために取り戻すという意思の現れである。アリソン・ピープマイヤーによれば、ライオット・ガールと、サラ・ダイアーが発行していたジンである「Action Girl Newsletter」には、第三波フェミニズムを特徴づける「スタイルやレトリック、ヴィジュアル」がはっきりと見てとれ、そこで重視されているのは、思春期の少女の視線で歌うことである。ライオット・ガールという文化あるいは運動は、ハードコア・パンクロックをベースとして、様々なジンやアートシーンを生み出しながら、楽曲においてはレイプや家父長制、セクシュアリティ、女性のエンパワーメントについて語り、女性を支え、連帯させてきた。発行時期は不明だが2013年には入手されている、ビキニ・キルのツアーで印刷されたフライヤーには「ライオット・ガールであること」の理由が綴られている。
なぜなら私はあらゆるメディアで見てきたからだ。私たち／私が平手打ちされ、首をはねられ、笑われ、モノ扱いされ、レイプされ、矮小化され、押しのけられ、無視され、レッテルを貼られ、蹴り飛ばされ、さげすまれ、痴漢に遭い、口をふさがれ、否定され、ナイフで刺され、銃で撃たれ、首を絞めて殺されるところを...なぜなら少女たちが目を開けて、お互いに触れあえる安全な場所をつくる必要があるからだ。社会のセクソシストやくだらない日々のたわごとに脅かされることなく...なぜなら私たち少女は私たちに話しかけるためのメディアをつくりたいからだ。ボーイズバンド、ボーイズジン、ボーイズパンク、その繰り返し。私たちはそれに飽きたんだ。なぜなら私は身の周りで起こる出来事に飽きたんだ。私はファックトイでも、サンドバッグでも、ジョークのネタでもないからだ。
ライオット・ガールには、パンク的なDIY精神に基づいた、自給自足や自立を掲げる反企業的なスタンスがみられる。そこでは普遍的な女性的アイデンティティや分離主義が重視されているが、これらの考え方は第二波フェミニズムのほうがより密接な結びつきがみられた。このムーヴメントに加わったバンドとしてBratmobil、Excuse 17、Jack Off Jill、Free Kitten、Heavens to Betsy、Huggy Bear、L7、Fifth Column、Team Dreschが挙げられる。
ライオット・ガールというカルチャーは、多くの人に、マクロとミクロ（あるいはその中間）のレベルで変化を生み出すための場所をつくりだした。ケヴィン・ダンは次のように説明している。
個人をエンパワーメントする強さを生み出すために、ライオット・ガールはパンクカルチャーのDo It Yourselfの精神を利用して様々な次元において女性たちに抵抗する自信を与えた。マクロレベルでは、ライオット・ガールは女性らしさに関して社会に支配的な解釈に抵抗した。中間レベルでいえば、パンクにおけるジェンダー・ロールの停滞に立ち向かった。ミクロレベルでは、家族や職場で肩を並べる仲間たちのジェンダー観を克服しようとした
ライオット・ガールというカルチャーが廃れたきっかけは、主にメディアの報道によって、そのメッセージが普遍化され、かつ誤って受け取られたからである。ジェニファー・ケイシン・アームストロングが雑誌ビルボードでこう書いている。
1990年代初め、女性運動はメインストリームにおいて影も形もないに等しかった。ポップカルチャー界隈に「フェミニスト」という言葉を使っている人間はまれだった。アンダーグラウンドのパンク・ムーヴメントである「ライオット・ガール」に、その外部にいる人間は恐れていたが、アラニス・モリセットの画期的なシングル「ユー・オウタ・ノウ」はそれ以上に皆を震えあがらせていた。数年後にはスパイス・ガールズがその恐怖をとりはらい、フェミニズムをポップなガールパワーという愉快な概念に変容させた。すると途端に、女性学の講義が行われている教室に足を向けもしなかった普通の少女たちが、がり勉サークルで学ばれていた第三波フェミニズムと呼ばれるものの存在に、少なくとも気づき始めたのだ。それはジェネレーションX世代たちによる、自由な性の擁護だけでなく数ある問題群のなかでもメイクやファッションといった、それまで「ガーリー」だった趣味へのリスペクトを求める運動だった。
NMEのエル・ハントは次のように分析している。「ライオット・ガールのバンド全般にいえることだが、コンサートにおいて女性のための空間を産み出すことに非常に力を入れていた。女性の敵に対して堂々と意見を述べるための言葉とプラットフォームを与えることの重要性をわかっていたのだ。そしてライオット・ガールを音楽シーンとしてはまったく体験していないであろう大多数の若い女性のために、ライオット・ガールの思想をメインストリームに持ち込み、彼女たちが触れることができるような状況をつくりあげたのは、スパイス・ガールズである」。

### アニタ・ヒル

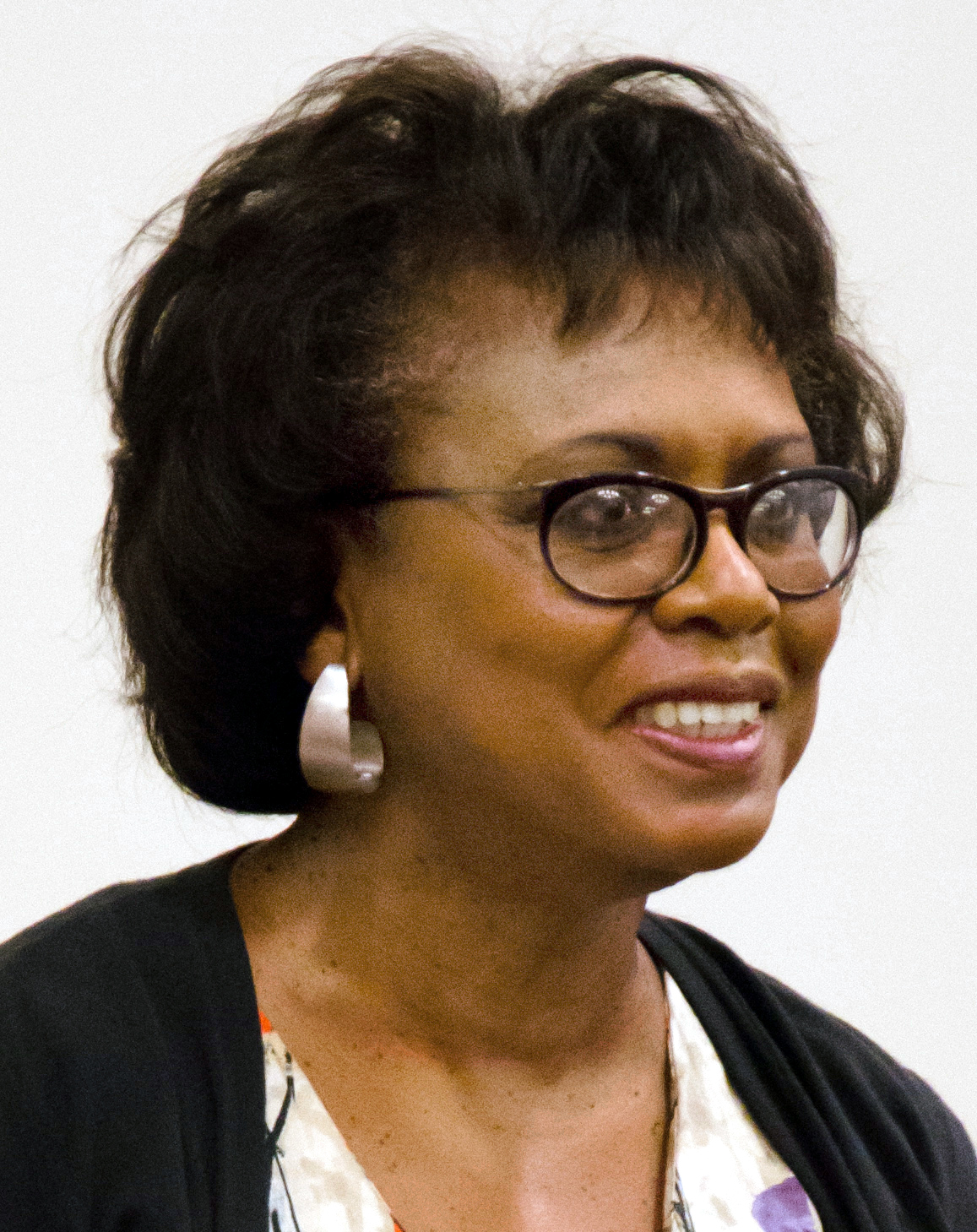
アニタ・ヒル（2014年撮影）

1991年、アニタ・ヒルは、アメリカ合衆国最高判事に指名されていた黒人の判事クラレンス・トーマスのセクシャル・ハラスメントを告発した。トーマスは激しい非難の声を浴びたが、自身の置かれた状況を「最先端のリンチ行為」に例えながら彼女の告発を否定した。上院議会は議論を尽くした末に52対48でトーマスを最高裁判事として承認した。この結果に対して、雑誌の「ミズ」に「第三の波になる」という文章を寄せたレベッカ・ウォーカーは、記事の中でこの出来事について論じ、最後に「私はポスト・フェミニズムのフェミニストではない。私は第三の波だ」と宣言した。トーマスは有色人種にも平等な機会が与えられることを理想としていたことが知られており、それゆえに彼を責めるべきではないという意見も多かった。ウォーカーがパートナーだった男性に考えを求めると、彼も同意見だった。さらにウォーカーはこう尋ねた。「その進歩的な黒人男性が私の権利と健康を一番に考えてくれるのはいつ？」。彼女は人種間の平等を求めていたが、それはもちろん女性が否定されないことが前提だった。
1992年には、それまで2人いた女性のアメリカ上院議員にさらに4人の女性が加わることになった。そのためこの年はアメリカで「女性の年」とも呼ばれている。翌年には、新たにケイ・ベイリー・ハッチソンが特別選挙で当選し、上院の女性議員の数は7名となった。1990年代にはアメリカ初の女性の検事総長（ジャネット・レノ）と国務長官（マデレーン・オルブライト）、２人目の女性の最高裁判事（ルース・ベイダー・ギンズバーグ）が誕生し、ヒラリー・クリントンのようにアメリカのファーストレディーとして初めて、政治家や法律家、アクティヴィストというキャリアを持つ女性も生まれた。

## 目標

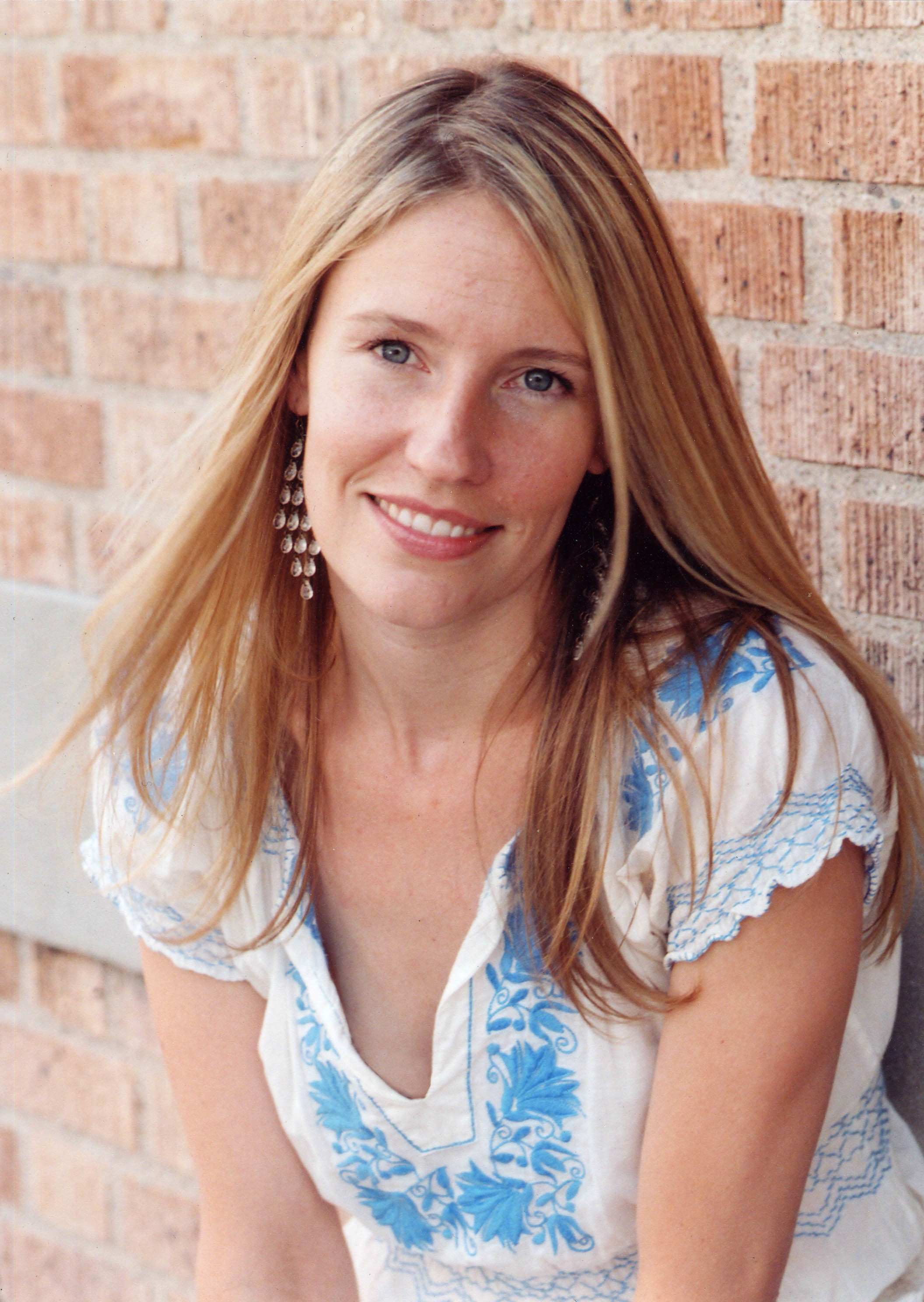
『マニフェスタ』（200年）の共著者ジェニファー・バウムガードナー（2008年撮影）

第三波フェミニズムにとって克服すべき大きな課題は、第二波フェミニズムが勝ち取ってきたものが当然のものとして受け取られており、フェミニズムの存在意義それ自体には理解が及んでいないことである。バウムガードナーとリチャーズは2000年にこう書いている。「1960年代初頭以降に生まれた人間にとって、生活の中にフェミニズムが存在していることは当たり前のことで、我々の世代にとってはフェミニズムはフッ素のようなものだ。それを口にしていることに思いをいたすことなどまれだろう。フッ素はいつでも水の中に含まれているのに、である」。
基本的にこういった主張は、ジェンダーの平等はすでに第一波と第二波のフェミニストによっておおむね達成されているという立場で、女性の権利をさらに追及しようという努力は必要でも重要でもなく、それどころか場合によっては女性の置かれた状況をその目標とするところから全く別の地平に追いやりかねない、という意見である。アファーマティブ・アクションがジェンダーの平等をもたらしているのか、遺伝によって生物学的な歴史を引き受けたことを理由にミドルクラスの白人男性を罰しているのか、という議論がヒートアップするところに、この議論の問題はよく表れている。そのため第三波フェミニズムは「目覚め」（consciousness）を重視する。つまり、自分と同世代の女性に「男性支配」が実際に影響を与えているという事実をその人が先入観なしに認める能力、それこそが第三波のフェミニストが求めるものなのである。
第三波のフェミニストは「ミクロ・ポロティクス」に取り組むだけでなく、女性にとってのメリットに関する第二波のパラダイムを乗り越えようとしている。第三波フェミニズムの支持者は、女性自身にとってのフェミニズムの定義を女性に任せるのが第三波だと語る。ジェニファー・バウムガードナーとエイミー・リチャーズは「Manifesta: Young Women, Feminism And The Future」（2000年）の中で第三波フェミニズムについて論じるなかで、フェミニズムがすべての世代、あらゆる人にあわせて変化しうる可能性について言及している。
フェミニズムの戦場はすでに私たちが想像しているような地平に留まらないーNOWやMs.だけではなく、女性学や下院議員が深紅のスーツに身を包むかどうかだけでもない―という事実は、おそらく今日の若い女性は、真の意味で、フェミニズムがまいた種を収穫しているということなのだろう。タイトルナインや「ウィリアムは人形が欲しい」(ﾏﾏ)が生まれて以降に育った若い女性が、大学か高校を卒業後、あるいは結婚か最初の就職をして2年目にして、過去10年いや20年にわたってフェミニズムが磨いてきたとされる英知を克服しようとし始めたのだ。私たちは、70年代のフェミニストがそうであったような形でフェニズムに関わることはしない。私たちは先行者を模倣するために解放されているのではなく、その人自身の方法を探し求めるために自由でいるのだ。世代の数だけ、本物の道があるのだから。

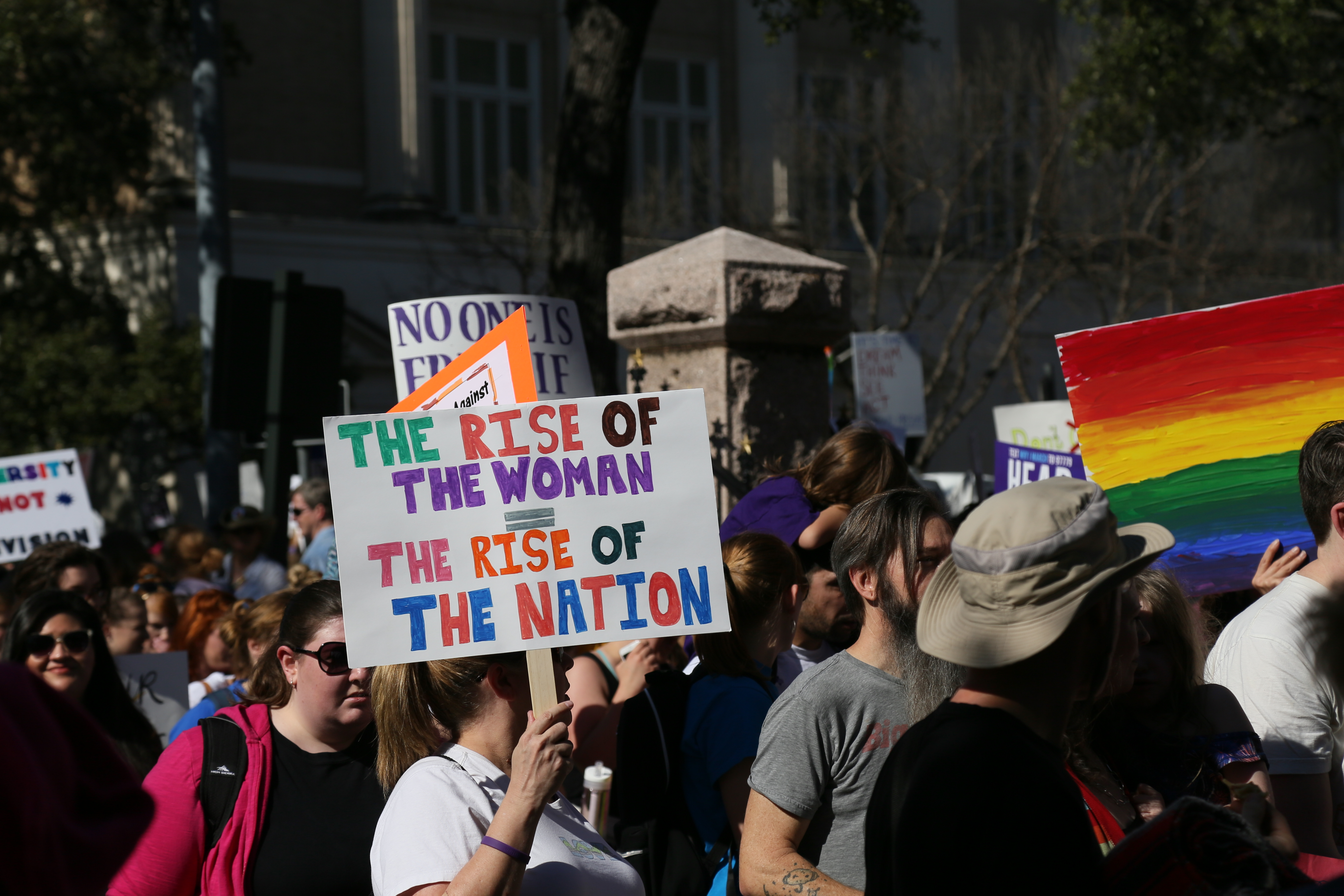
2017年のウィメンズ・マーチで抗議デモを行う参加者たち

第三波のフェミニストはパーソナルな物語をフェミニズム理論の表現形式として用いている。個人的な経験が語られることで生まれる言論空間において、女性は自身がまさに体験している抑圧や差別のただなかにおいても、けして孤立しているわけでないことに気づくことのできるのである。パーソナルな体験を詳細に語ることで、従来の歴史的な視座に立ったテキストでは扱えないような個人的な事柄を詳しく記録できるという意味でも、こうした表現形式は優れている。
第三波フェミニズムのイデオロギーはジェンダーとセクシュアリティに関してよりポスト構造主義的な解釈の仕方がされている。ポスト構造主義的なフェミニストは例えば男性と女性のような二分法が、支配的な集団がその権力を維持するための人工的な区分だと考える。ジョーン・W・スコットは1998年にこう書いている。「ポスト構造主義者は、言葉とテキストが不変であったり固有の意味を持っていることはありえない、と考える。それらと思考や物の間に透明だったり自明な関係が生じることはなく、言語と世界は、素朴な意味でも究極の意味でも、そこには何ら一致する対応物は見いだせない、というのが彼らの主張だ」。

### 第二波との関係
第二波フェミニズムは、ミドルクラスでシスジェンダーの白人女性が中心となった運動で、そのエリート主義や有色人種の女性やトランスジェンダーの女性をないがしろにしていることが批判されることもある。第三波フェミニズムは先人の思想に疑問を投げかけ、フェミニズムの理論をより幅広い、かつてはフェミニストの活動の幅からこぼれおちていた女性たちにもあてはめるようになった。
エイミー・リチャーズは、第三波にとってのフェミニズムカルチャーを「フェミニズムとともに育ってきたことを表現しているからこその第三の波」なのだという言い方で特徴づけている。第二波のフェミニストが育ったのは、政治とカルチャーが結びついた世界である。例えば「ケネディ、ベトナム戦争、市民権、女性の権利」といった風に。それと対照的に第三波が出現したカルチャーのキーワードには「パンク・ロック、ヒップ・ホップ、ジン、プロダクト、消費主義、インターネット」が挙げられる。ダイアン・エラムは『Generations, Academic Feminists in dialogu』というエッセイでこう書いている。
それが問題として露わになるのは、ひとつ上の世代のフェミニストが、自分が母親から教わってきたのと同じフェミニスト像を肯定し、下の世代のフェミニストに善き娘であれと諭すときである。娘は疑問をとなえても批判をしてもいいが、それは正規ブランドのフェミニズムの道を歩むときだけである。娘たちには、自分たちにとってのフェミニズムを考えたり実践する新しい方法を作り出すことは許されていない。フェミニスト・ポリティクスはどんな時でも想定の範囲内におさまる必要があるのだ。
レベッカ・ウォーカーも1995年の『To Be Real: Telling the Truth and Changing the Face of Feminism』の中で、母（アリス・ウォーカー）や祖母（グロリア・スタイネム）のものの見方を乗り越えようとしたら２人から拒絶されるかもしれないことに、恐怖を覚えた経験を語っている。
新世代のフェミニストである娘は、年上のフェミニストである母親を刺激しないように自分たちの発言や語り口をチェックしている自分に気づくのだ。自分を第二波だと認識しているフェミニストと第三波を掲げるフェミニストの間にははっきりとした断絶がある。年齢を基準にフェミニストを第二波と第三波に振り分けることは容易ではないが、いまの時代のフェミストのほうが自分たちが研究者やアクティビストであることの価値を証明することは困難なことは明らかだといえるだろう

## 問題

### 女性に対する暴力

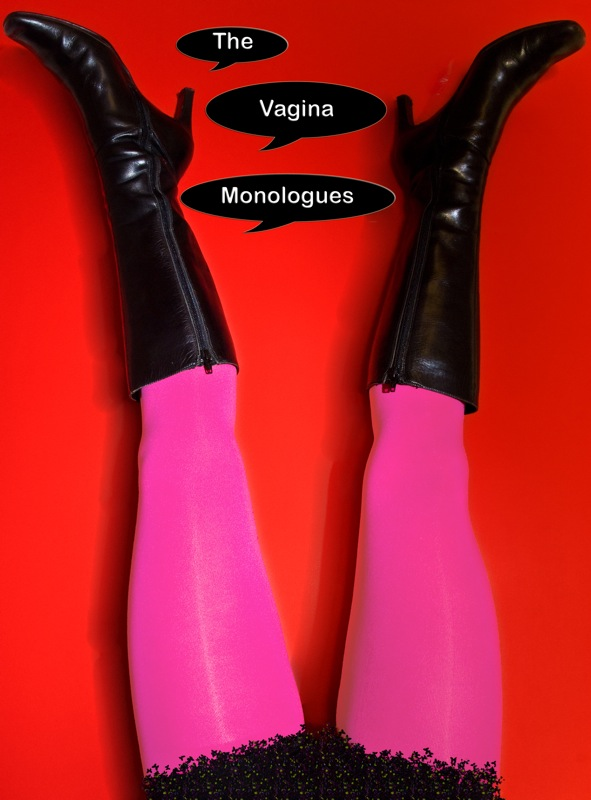
「ヴァギナ・モノローグス」は1996年にニューヨークで初めて舞台にかけられた。

第三波フェミニズムにおいては、レイプや家庭内暴力、セクシャル・ハラスメントといった女性に対する暴力が中心的なテーマとなった。第二波フェミニズムと比較すると、とりわけ一人一人の女性が性に対する自己決定権を取り戻すことが重要視されていた。そのためV-dayのようなジェンダーに起因する暴力の撤廃を目標とする団体や、「ヴァギナ・モノローグス」のような芸術作品が注目を集めた。第三波のフェミニストはそれまでのセキュシュアリティ観を一変させ、「オーガズム、出産、レイプなど幅広いヴァギナ主義的トピックについて、セクシュアリティに関する女性の意識を掘り下げること」を容認しようとした。

### リプロダクティブ・ライツ
第三波フェミニズムの大きな目標の１つは、避妊や中絶を行うことが生殖に関する女性の権利であることを示すことだった。バウムガードナーとリチャーズによれば「あらゆる女性の妊孕性をコントロールすることがフェミニズムの目標ではない。あくまで１人１人の女性に自らの妊孕性をコントロ―する自由を目指しているだけだ」。2006年にはサウスダコタ州が、母親の生命を保護するために必要な場合を除き、全面的に中絶を禁止しようとする動きをみせ、連邦最高裁判所も部分出産中絶の禁止を支持する評決を出したことは、女性の市民権とリプロダクティブ・ライツを制限するものとみなされた。ロー対ウェイド裁判において1973年に最高裁で妊娠中絶が女性の権利と認められたアメリカでも、中絶そのものは合法化されつつも、各州で様々な制限が導入される傾向が生まれた。例えば、待機期間の義務付けや、保護者・配偶者の同意を条件化する法律などが設けられている。

### 言葉を取り戻すこと

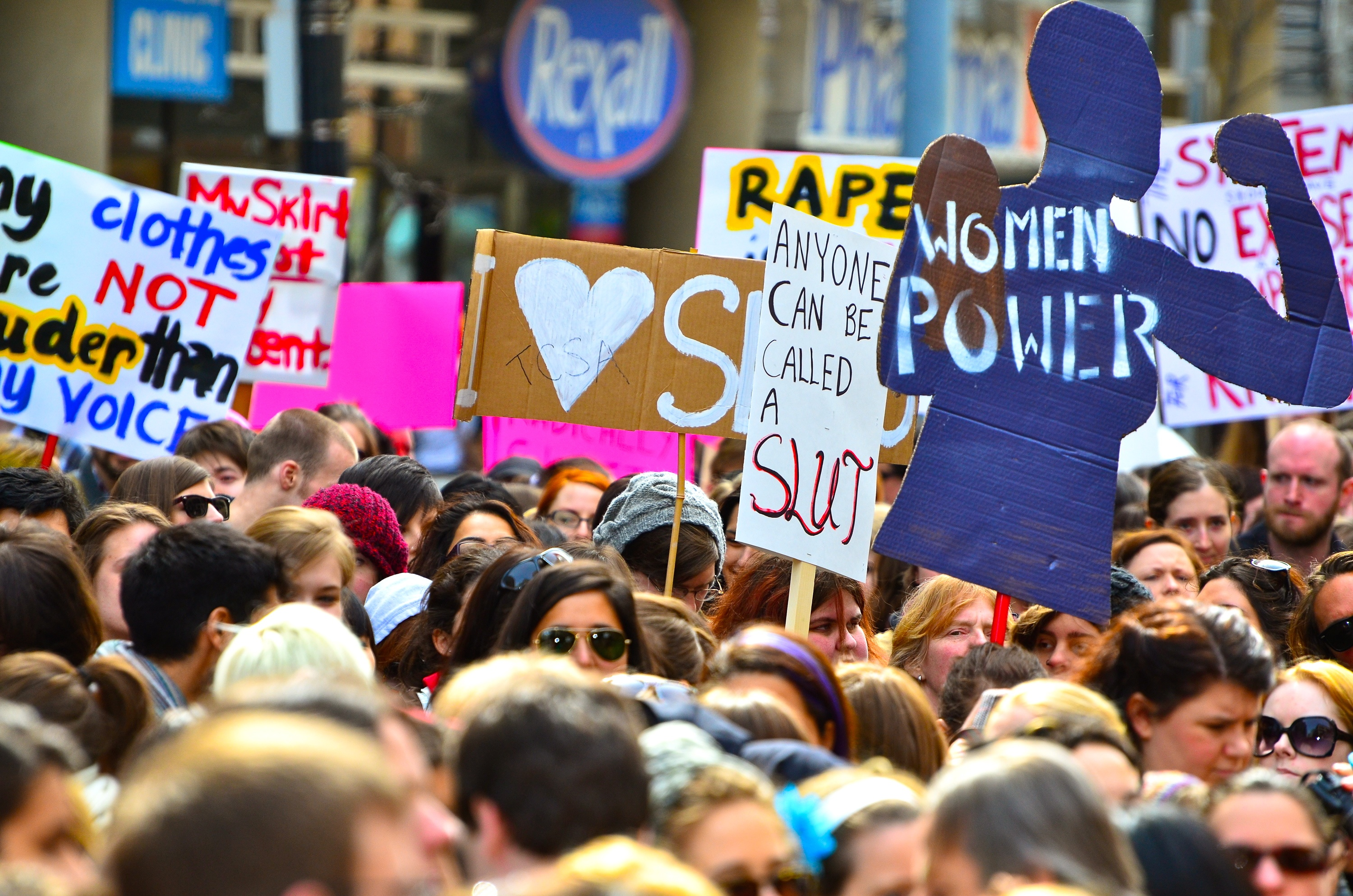
トロントで行われた初めてのスラットウォーク（2011年）

英語圏では女性の蔑称としてspinster、bitch、whore、cuntといった言葉が使われ続けている。インガ・ムシオはそうした状況について「私たちの祖母の自由、子供、伝統、プライド、土地を身代金にして、痛みに満ちた遠い過去に誘拐され、取り込まれた言葉を私たちが没収しようとそれは私たちの自由だと思うのだ」と語ったことがある。bitch という言葉を取り戻すというテーマは、メンバー全員が女性のバンド、フィフス・コラムのシングル「All Women Are Bitches」（1994年）やエリザベス・ワーツェルの書いた「Bitch: In Praise of Difficult Women」(1999年）にも取り上げられ、盛り上がりを見せた。2011年には最初のスラットウォークが行われ、言葉を取り戻すことをテーマとする戦術に注目が集まった。スラットウォークとは「被害者にならないように、誰とでも寝ますみたいな女〔slut〕の格好をすることは避けるべきである」という講演会での警察官の発言を受けて、2011年の4月3日にトロントで始まった抗議デモである。その後、スラットウォークは、ニューヨーク、シアトル、ウェスト・ハリウッドのほか、ベルリン、ロンドンでも行われ、世界的な活動に成長した。一方でブログなどでこのキャンペーンを批判しているフェミニストもいて、slutという言葉を取り戻すことが疑問視されることもある。

### 性の解放
第三波のフェミニストは第二波の「性解放」の概念を拡張して「まず自分のジェンダー・アイデンティティとセクシュアリティが社会によって形作られていることに意識的になり、次にその自覚のもとでその人の本当のジェンダー・アイデンティティをつくりあげ（そして自由に表現できるようになる）プロセスを指す」ものとあらためて定義した。第三波フェミニズムは、フェミニズムとは何かという説明を様々な人の個人的な定義にまかせているため、性の解放が実際には何を意味するのかについては議論がある。第三波のフェミニストの多くは、女性は自分たちの力を取り戻すためには自らのセクシュアリティを受け入れなくてはならない、という意見である。

### その他の問題
第三波フェミニズムにおいてそのほかに主要なテーマと考えられているのは、人種、社会階級、トランスジェンダーの権利である。さらに、ガラスの天井や不公平な育児休暇制度、福祉と児童保護のためのシングルマザー支援、ワーキング・マザーへの関心、フルタイムで子供を育てるためにキャリアをあきらめる決断をした母親の権利など、労働・職場における問題にも注目が高まっている。

## 批判

### まとまりのなさ
第三波のフェミニストは、唯一の目標というものがないために、一貫性（結束性）を欠いていると批判されることがある。第一波のフェミニストは女性参政権を求めて戦い、それを勝ち取った。第二波は職場などにおける機会の平等を求め、合法的な性差別の廃絶を目指して戦った。第三波にはフェミニストが団結して目指す目標がないといわれており、第二波の焼き直しとみなされることもある。第三波はフェミニズム・ポリティクスにおいては「第二波～PART Ⅱ」とも呼びうるもので、「ただ若い世代のフェミニズム・カルチャーだけ」が「真の意味での第三の波」なのだという論者もいる。第三波フェミニズムが個人主義を内包するがゆえに生じるこうした問題は、政治的なゴールを目指して発展し、運動としての目標に近づくことの障壁になっているともいわれる。キャスリーン・Ｐ・イアネロはこう書いている。
（職場と家庭の間で）フェミニズムを選択するという理想と現実の「罠」におちいった女性は、家父長制を問題にする以前に同性同士で競争しあわなければならない。個人主義を「選択肢」の観点から理解したとしても、女性のエンパワーメントにはならない。それは女性の口をふさぐだけであり、フェミニズムが政治運動になることも、リソースの配分という真の問題に注目されることも遠のくだけである。

### 「波という区分」への疑問
シーラ・タラントらのフェミニスト研究者は、「波」の狭間に起こった重要な進歩的出来事が見落とされるがゆえに「波という区分」そのものに反対している。さらに、フェミニズムがグローバルな運動であるならば、「第一波、第二波、第三波というタイムスケールが、アメリカにおけるフェミニズムの発展とほぼ完全に重なる」という事実は、世界規模での政治問題の歴史をフェミニズムのレンズを通してはなぜ認識し得ないのか、という深刻な問題を生じさせる。また運動が「波」で区分される時には、白人女性の参政権に対する機運が重視され、有色人種の女性や下層階級の女性の問題をおざなりされ続けているという批判もある。

### 有色人種にとの関係
第三波のフェミニストは自分たちの運動がかつてないほど包摂的であることをうたっている。しかし進歩的である一方で、依然として有色人種の女性は締め出されているとも言われる。黒人のフェミニストには「女性の権利運動は、黒人あるいは黒人女性の解放とはほぼ全くといっていいほど無縁だった。むしろ、女性参政権や奴隷制廃止などへの取り組みは、結局のところ白人社会と白人女性の生活を向上させ、彼らの結束を高め、そこに利益をもたらすだけであった」と言われることもある。

### 「ガーリー・フェミニズム」
第三波フェミニズムは、主にその批判者から、いわゆるリップスティック・フェミニストやガーリー・フェミニストの登場や「低俗文化」（raunch culture）の出現と関連づけて語られることがあった。それは、彼女たち新しいフェミニストたちが「女性らしさや女性的セクシュアリティへの支持を表明することを、モノ化されることに対する異議申し立て」として擁護したからである。振り返ればそれは、女性や少女のファッションや行動、自分たちをどう分類し表現するかについて、家父長的だろうとフェミニスト的だろうと、それを定義したり管理するあらゆる制限を拒絶することでもあった。この新たな観点は1980年代にフェミニストが連帯し、盛り上がりを見せたアンチ・ポルノグラフィー運動とは著しく対照的なものだった。第二波のフェミニストはポルノグラフィが女性への暴力を助長するという立場だった。一方で新世代のフェミニストたちは、匿名であればポルノグラフィにおいて自己表現ができるという発想は、単なる抑圧の内面化ではなく、抑圧へ抵抗する力を与える（エンパワーメント）ものである、と位置付けていた。 
エンパワーメントや自主性という概念のもつ主観的な性質ゆえに、こうした観方には批判もある。研究者たちは、エンパワーメントが内心における「力とその行使（エイジェンシー）」なのか外部から測定できる「力とその統御（コントロール）」と考えるのが最適なのかについては同意をみていない。さらに、アイデンティティーや思想について、市場経済における「自由な意志に基づく選択」のモデルで考えすぎているという意見もある。いずれにせよ、「ガーリー」なフェミニストは現代社会におけるアイデンティティや女性らしさの意味についての対話を重ねながら、様々に異なる自己に対してオープンであろうとしている。
第三波のフェミニストは自分たちの視点が、ガーリー・フェミニズムといったレッテルや単に「低俗文化」を支持しているとみなされることに、縛られることはないと語っている。それどころか、女性たちが果たしうる様々に異なる役割のすべてを包摂しようとしている。ジェンダー研究者のリンダ・ドゥイツとリズベット・ファン・ゾーネンはこの包摂性を強調するために、女性がファッションを選択することが政治問題になることや、女性と少女の服装がどのように物議をかもして、公の議論の場で「規制が求められる基準」として作用しているかに注目している。「ヒジャブ」も「へそ出しのトップス」も、西洋文化においてそれを身に着けることが規制対象となってきたのは同じだが、その根拠や背景は異なっている。しかしガーリー・フェミニズム的には、どちらの選択も「政治的な行為、対象化への抵抗」の象徴とみなすことができる。ヒジャブは、イスラム的アイデンティティーに対する西洋社会のアンビバレンスなあり方への抵抗としてみることができるし、 「へそ出しのトップス」は女性のセクシュアリティに対する家父長制的かつ狭隘な見方への抵抗である。つまり、どちらも自己表現としては有力な方法だと解釈されるのだ。

## タイムライン

### 1990年代
| 年月          | 出来事 |
| ------------- | --- |
| 1990年        | ナオミ・ウルフ『美の陰謀』が出版 |
| 1991年        | ライオット・ガール・ムーヴメントの誕生 |
| 1991年3月     | R v R事件において、イギリスの貴族院が、夫婦間のレイプに関する例外規定がイギリス法には存在しないと判断 |
| 1991年3月     | United Automobile Workers v.Johnson Controls事件で、アメリカの最高裁裁判所が、胎児に害を与える有害物質に暴露する職業から女性を排除することは差別であるとの判断を下す                                                                                         |
| 1991年5月     | 映画『テルマ・ルイーズ』が公開 |
| 1991年7月31日 | アメリカ上院で、女性パイロットの戦闘機への配置制限について圧倒的な得票差で撤廃が決定 |
| 1991年        | スーザン・ファルディが『バックラッシュ―逆襲される女たち』を出版 |
| 1991年7月     | クラレンス・トーマスがアメリカ最高裁判事に指名され、10月にはアニタ・ヒルが彼にセクシャル・ハラスメントを行ったという証言がテレビ放送された |
| 1991年1０月   | イギリスで「オポチュニティ2000」キャンペーンが行われ、女性の就業機会が拡大した |
| 1992年1月     | クラレンスの最高裁判事への指名に反発したアメリカのフェミニスト、レベッカ・ウォーカーが「Ms」誌に「第三の波になる」を発表 |
| 1992年        | アメリカ上院に2名いた女性議員に新たに4名が加わり、アメリカでは1992年が「女性の年」と呼ばれた |
| 1992年        | 若いアクティヴィストを支援するため、レベッカ・ウォーカーとシャノン・リス-リオーダンによって、アメリカでThird Wave Direct Action Corporation (のちのThird Wave Foundation) が設立                                                                             |
| 1993年        | アメリカで家族・医療休暇法(Family and Medical Leave Act）が成立 |
| 1993年        | クリントン政権下でジャネット・レノがアメリカ初の女性の司法長官に指名され、承認される。ナニーゲート事件の影響で、ゾーイ・ベアードとキンバ・ウッドがクリントンの指名を辞退した後だった                                                                         |
| 1993年        | 女性が多様なキャリアの門戸が開かれていることに気づき、自尊心を涵養するためのキャンペーン「娘を職場に連れて行く日"」がアメリカで始まる（後に娘と息子を職場に連れて行く日に改名）                                                                              |
| 1993年        | ローリー・ヘンゼル、マルセル・カープ、デビー・ストーラーらが立ち上げにかかわった雑誌、Bustの創刊号が刊行 |
| 1994年        | メンバー全員が女性のカナダのバンド、フィフス・コラムの「All Women Are Bitches」が、bitchという言葉を取り戻そうとする女性たちを勢いづける |
| 1994年        | 1994年刑事司法及び公共の秩序法(Criminal Justice and Public Order Act 1994)の成立により、イギリスでは夫婦間のレイプが違法化 |
| 1994年        | アメリカで女性に対する暴力防止法が成立し、女性に対する暴力対策室が設置される |
| 1995年        | レベッカ・ウォーカー（編）『To Be Real: Telling the Truth and Changing the Face of Feminism』が出版 |
| 1995年        | 第4回世界女性会議が中国で開催 |
| 1996年        | 北アイルランド女性連盟が発足 |
| 1996年        | アメリカの劇作家イヴ・エンスラーが書いたフェミニズム演劇「ヴァギナ・モノローグス」がニューヨークで初演 |
| 1996年        | 合衆国対ヴァージニア州裁判においてアメリカ最高裁判所は、ヴァ―ジニア州から支援を受けるヴァージニア軍事大学（Virginia Military Institute）が当時とっていた女子学生の入学を認めないアドミッションポリシーが修正１４条の平等保護条項に違反しているとの判断を下す |
| 1996年        | 雑誌「ビッチ」の創刊号が出版 |
| 1997年        | レスリー・ヘイウッド、ジェニファー・ドレイク（編）『Third Wave Agenda: Being Feminist, Doing Feminism』出版 |
| 1997年        | トルコ人フェミニストシェナル・サリハンがロバート・ケネディ人権賞を共同受賞 |
| 1997          | 女性器損傷を理由にトーゴ人女性がアメリカに難民申請を行ったことで起こったカシンジャ事件を受けて、レイリー・ミラー＝バシャーがタヒリ司法センターを設立 |
| 1998年        | イヴ・エンスラーを中心に、ヴァギナ・モノローグスをウェストサイド・シアターで舞台化したプロデューサーであるウィリア・シャリトたちが非営利の国際的キャンペーンV-Dayを始動。女性への暴力に抵抗する諸団体の活動資金として7500万ドルを獲得する                    |
| 1999年        | ジャーメイン・グリア『The Whole Woman』出版 |
| 1999年        | マルセル・カープ、でびー・ストーラー（編）『The BUST Guide to the New Girl Order』出版 |
| 1999年        | エリザベス・ワーツェル『Bitch: In Praise of Difficult Women』出版 |
| 1999年        | イギリスの詩人キャロル・アン・ダフィー『The World's Wife』出版 |

### 2000年代
| 年月         | 出来事 |
| ------------ | --- |
| 2000年       | ジェニファー・バウムガードナー・エイミー・リチャーズ『Manifesta: Young Women, Feminism, and the Future』出版 |
| 2000年10月   | CBSが200人の女性を原告とする性差別訴訟の和解金として800万ドルを支払うことに合意 |
| 2001年       | マン島が初めての性差別禁止法を可決 |
| 2001年       | コンドリーザ・ライスが女性として初めてアメリカの国家安全保障担当補佐官に就任 |
| 2004年       | マーチ・フォー・ウーマンライフがワシントンDCで開催。女性が中絶する権利、バースコントロールや科学的に正しい性教育、性感染症の予防策と治療へアクセスする自由を守り、母子にが公的なサポートを受けられることをアピールする目的による                                                                     |
| 2004年       | イギリス政府が難民女性の保護のため「庇護ジェンダー・ガイドライン」（Asylum Gender Guidelines） を制定 |
| 2004年       | ヴィヴィアン・ラバトン、 ドーン・ランディ（編）『The Fire This Time: Young Activists and the New Feminism』 |
| 2004年       | ジェシカ・ヴァレンティとヴァネッサ・ヴァレンティがブログ活動「Feministining」を開始 |
| 2005年       | リベリアのエレン・ジョンソン・サーリーフが、アフリカで最初の選挙で選ばれた国家元首かつ世界最初の黒人女性の大統領となる |
| 2005年       | アンゲラ・メルケルがドイツ初の女性の首長となる |
| 2007年       | ナンシー・ペロシがアメリカ下院で初の議長となる |
| 2007年4月1日 | 2006年平等法（Equality Act 2006）が成立しジェンダー平等の義務化がイギリスで始まる。これにより公的機関には「男女間での昇進に関する格差を是正」することが求められる |
| 2007年       | ジェシカ・ヴァレンティ『Full Frontal Feminism: A Young Woman's Guide to Why Feminism Matters』出版 |
| 2007年       | Whipping Girl: A Transsexual Woman on Feminism and the Scapegoating of Femininity』出版 |
| 2008         | ジャクリーン・フリードマン、ジェシカ・バレンティ（編）『Yes Means Yes』出版 |
| 2008年       | ノルウェー政府が全企業に少なくとも役員の40パーセントを女性にすることを義務化 |
| 2008年3月    | ロサンゼルスで、ダイアナ・ビジョンの夫マイケルが、彼女との婚姻において妻のラストネームを選択する。カリフォルニア州で新たに制定された法律によって保障された、結婚したカップルでもドメスティック・パートナーシップを認められたカップルでも、お互いのラストネームから自由に姓を選択できる権利にもとづく |
| 2008年       | 強制結婚を禁止する法案がイギリスで施行 |
| 2009年       | イギリスでキャロル・アン・ダフィーが女性初の桂冠詩人となる |
| 2011年4月3日 | トロント警察の職員による「被害者にならないように、誰とでも寝ますみたいな女〔slut〕の格好をすることは避けるべきである」という発言に反発して、トロントで初めてのスラットウォークが開催される |

## 読書案内
- Baumgardner, Jennifer; Richards, Amy (2005). Grassroots: A Field Guide for Feminist Activism. New York: Farrar, Straus, and Giroux. ISBN 978-0-374-52865-2
- Evans, Elizabeth (2016). “What makes a (third) wave?”. International Feminist Journal of Politics 18 (3):  409–428. doi:10.1080/14616742.2015.1027627.
- Fernandes, Leela (2010). “Unsettling 'Third Wave Feminism': Feminist Waves, Intersectionality, and Identity Politics in Retrospect”. No Permanent Waves: Recasting Histories of U.S. Feminism. Rutgers University Press. ISBN 978-0-8135-4724-4
- Findlen, Barbara, ed (1995). Listen Up! Voices from the Next Feminist Generation. Seattle: Seal Press. ISBN 978-1-878067-61-6
- Harnois, Catherine (2008). “Re-presenting feminisms: Past, present, and future”. NWSA Journal 20 (1):  120–145. doi:10.1353/nwsa.0.0010. JSTOR 40071255.
- Hernández, Daisy; Reman, Bushra (2002). Colonize This! Young Women of Color and Today's Feminism. Seal Press. ISBN 978-1-58005-067-8
- Heywood, Leslie L., ed. (2005). The Women's Movement Today: An Encyclopedia of Third-Wave Feminism. 2 vols. Westport: Greenwood Press.
- Hitchens, Donna (Fall 1991). “Feminism in the Nineties: Coalition Strategies”. Yale Journal of Law and Feminism 4 (1):  57–63. Pdf.
- Karaian, Lara (2001). Rundle, Lisa Bryn; Mitchell, Allyson. eds. Turbo Chicks: Talking Young Feminisms. Toronto: Sumach Press. ISBN 978-1-894549-06-6. OCLC 46629305
- Kinser, Amber E. (2004). “Negotiating spaces for/through third-wave feminism”. NWSA Journal 16 (3):  124–153. doi:10.2979/NWS.2004.16.3.124. JSTOR 4317084.
- Springer, Kimberly (Summer 2002). “Third Wave Black Feminism?”. Signs 27 (4):  1059–1082. doi:10.1086/339636. JSTOR 10.1086/339636.